# Bloodhound SSC
Bloodhound SSC je nadzvočni avtomobil trenutno v razvoju. Cilj je doseči hitrost 1000 milj na uro oziroma 1609 km/h. . S tem bi povečali kopenski hitrostni rekord za 33%. 
Poganjala ga bodo dva motorja: reaktivni motor Eurojet EJ200 (ki poganja lovec Eurofighter) in hibridni raketni motor Nammo. Motor V8 Cosworth CA2010 iz dirkalnika Formule 1 bo služil kot pomožna pogonjska enota (APU). APU bo poganjal črpalke raketnega motorja.
EJ200 bo pognal vozilo do 480 km/h, potem se bo vključil raketni motor in pognal avtomobil do hitrosti 1609 km/h.
Avtomobil bo imel aerodinamično obliko svinčnika. Imel bo štiri kolesa s premerom 910 mm (36 inč), ki se bodo vrtela do 10200 obratov na minuto. Kolesa bodo iz aluminija in bodo zdržala 50 000 g centrifugalno silo.